# Shafqat Mahmood
Shafqat Mahmood ou Mehmood (en ourdou : شفقت محمود), né le 19 février 1950 à Gujrat, est un homme politique pakistanais. 
Il est sénateur, membre du Parti du peuple pakistanais de 1994 à 1999 avant de rejoindre le Mouvement du Pakistan pour la justice en 2011. Il est élu député de l'Assemblée nationale 2013 et 2018 puis est nommé ministre de l’Éducation dans le gouvernement d'Imran Khan le 20 aout 2018.

## Études et carrière professionnelle
Shafqat Mahmood est né le 19 février 1950 à Gujrat dans le nord de la province du Pendjab. Il est diplômé de l'Université du Pendjab en 1970 où il obtient un master en philosophie. Il entre ensuite dans l'administration publique en étant commissionnaire adjoint de 1975 à 1978 à Murree et Pakpattan puis secrétaire adjoint à Lahore jusqu'en 1980.
En 1981, il obtient un master en administration publique de l'Université Harvard aux États-Unis et en 1987 il obtient un master en administration et politique publique de l'Université de Californie du Sud. En 1985, il a été brièvement commissionnaire au sein d'une organisation de réfugiées afghans. En 1988 et 1989, il est secrétaire provincial aux finances du Pendjab puis secrétaire dans les bureaux du Premier ministre.

## Carrière politique

### Parlementaire
En 1990, Shafqat Mahmood quitte la fonction publique pour s'engager politique en politique auprès de Benazir Bhutto en rejoignant le Parti du peuple pakistanais. Il est un proche collaborateur de la Première ministre puis porte-parole du parti. En 1994, il est élu sénateur pour un mandat de six ans, mais il perd son poste avec le coup d'État du 12 octobre 1999. Il s'allie pourtant avec le régime militaire en devenant ministre de l'Information de la province du Pendjab.
En 2011, il rejoint le Mouvement du Pakistan pour la justice d'Imran Khan. Il est élu député de l'Assemblée nationale dans la neuvième circonscription de Lahore lors des élections législatives de 2013 avec 49,9 % des voix. Il est réélu lors des élections de 2018 dans la septième circonscription de Lahore avec 50,5 % des voix.

### Ministre de l’Éducation
Alors que son parti est vainqueur de l'élections législatives de 2018, il est nommé le 20 août 2018 ministre de l'Éducation fédérale, de la Formation professionnelle ainsi que de la Culture et du Patrimoine, dans le gouvernement du Premier ministre Imran Khan. Il promet alors que l'accès à l'éducation des 23 millions d'enfants non scolarisés sera sa priorité. Il vise notamment à faire passer le taux d’alphabétisation de 58 à 70 % d'ici 2025.
Après presque quatre ans, il doit quitter son poste quand Imran Khan est destitué par une motion de censure à l'Assemblée nationale, le 10 avril 2022.